# Domingos da Vinha

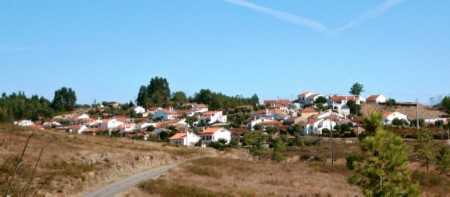
Panorâmica do lado sul.

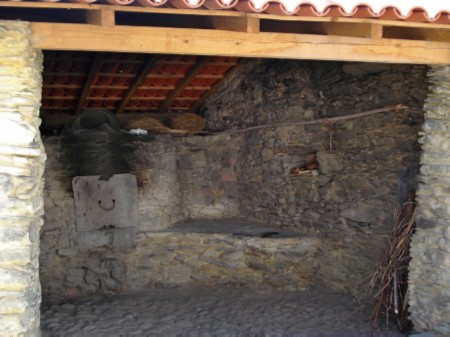
Forno comunitário.

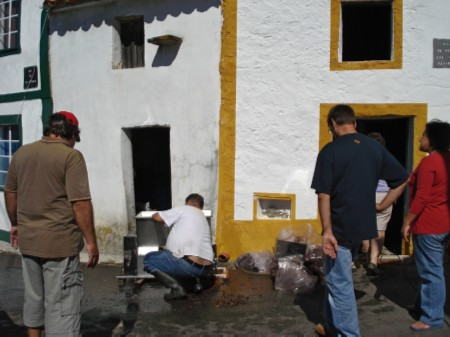
Lavagem dos utensílios após a vindima/pisa das uvas.

Domingos da Vinha é uma pequena aldeia da freguesia de Belver, no concelho de Gavião, distrito de Portalegre, Alentejo, Portugal.
Fica localizada cerca de quatro quilómetros a norte do Rio Tejo, mesmo junto à saída nº 13 da A23 (Auto-estrada da Beira Interior). Dista cerca de 160 quilómetros de Lisboa (via A1 e A23).
O museu etnográfico da região encontra-se nesta localidade.